# Boris Gaganelov

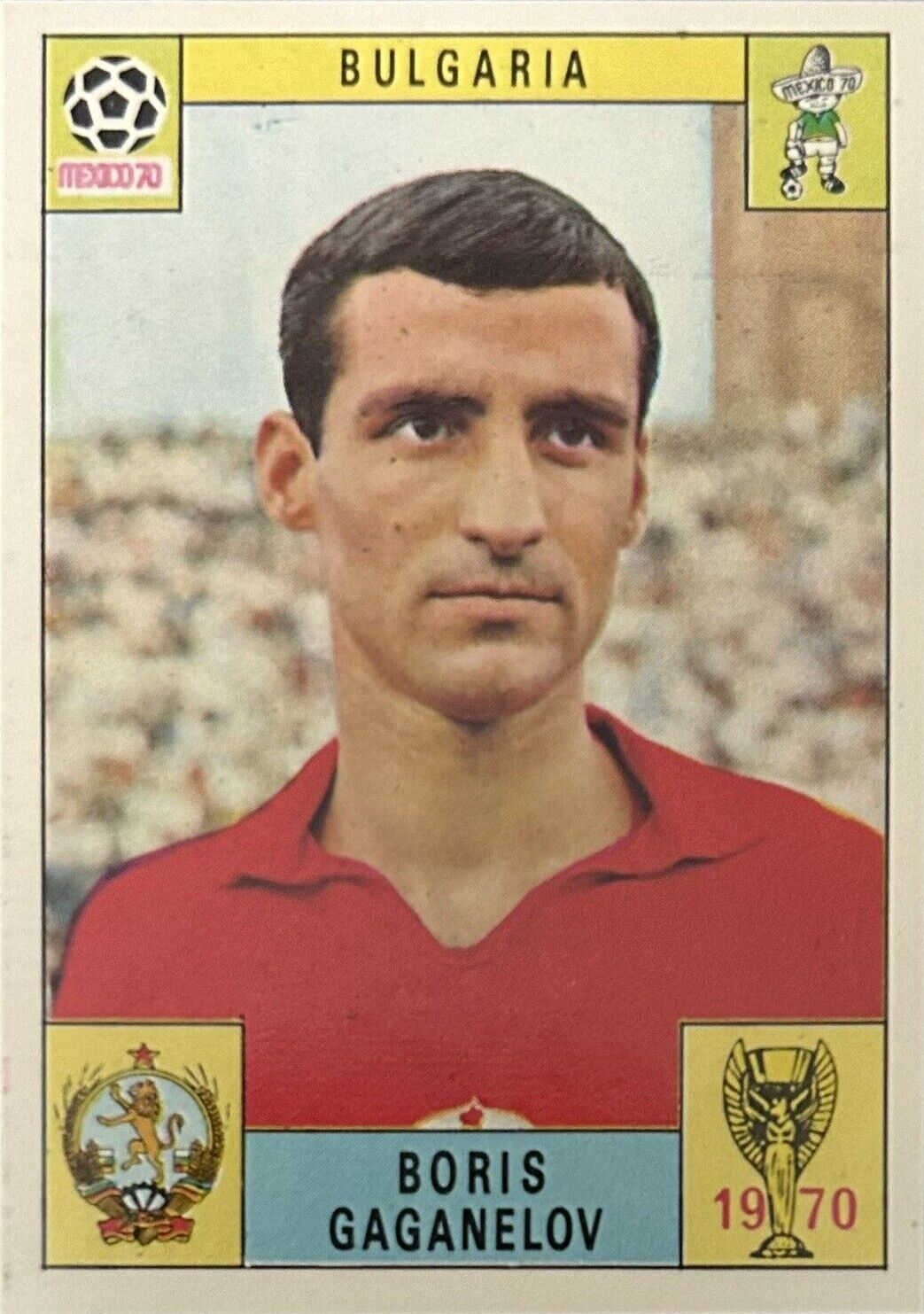

Boris Gaganelov (Petrič, 7 ottobre 1941 – Sofia, 5 giugno 2020) è stato un calciatore bulgaro, di ruolo difensore.

## Palmarès

### Club

#### Competizioni nazionali
- Campionato bulgaro: 6

CSKA Sofia: 1960-1961, 1961-1962, 1965-1966, 1968-1969, 1971-1972, 1972-1973
- Coppa di Bulgaria: 6

CKSA Sofia: 1961, 1965, 1969, 1972, 1973, 1974